# ابراهیم دوسی
ابراهیم دوسی (انگلیسی: Ibrahim Dossey; ۲۴ نوامبر ۱۹۷۲ – ۹ دسامبر ۲۰۰۸) بازیکن فوتبال اهل غنا بود.
از باشگاه‌هایی که در آن بازی کرده‌است می‌توان به باشگاه فوتبال راپید بخارست اشاره کرد.
وی همچنین در تیم ملی فوتبال غنا بازی کرده‌است.